# Clarence Perry
Clarence Arthur Perry (1872 w Truxton, zm. 6 września 1944 w New Rochelle) – amerykański urbanista i socjolog; twórca koncepcji „jednostki sąsiedzkiej” (Neighborhood Unit Concept).

## Życiorys
Studiował na uniwersytetecie Stanforda, Cornella i Columbia. Był dyrektorem ds. rekreacji w Russell Sage Foundation zajmującej się dofinansowywaniem i publikowaniem badań z zakresu nauk społecznych. Wykładał na Uniwersytecie Nowojorskim. 
Jego koncepcja „jednostki sąsiedzkiej” dotyczyła umieszczania obiektów usługowych w pobliżu budynków mieszkalnych. Obszar jednostki wyznaczały arterie komunikacyjne, z założeniem że ruch lokalny nie powinien przecinać ruchu tranzytowego. Perry podkreślał, że jego koncepcja została narzucona przez rozwój ruchu samochodowego. 
Koncepcja „jednostki sąsiedzkiej” została opublikowana w książce Housing for the Mechanic Age (1939).
Perry był też autorem Regional Survey of New York and its Environs (1929).